# Maxim's
Pour les articles homonymes, voir Maxim et Maxime.
Le Maxim's est un restaurant situé à Paris, au 3, rue Royale dans le quartier de la Madeleine. Fondé le 7 avril 1893, il est l'un des établissements les plus célèbres de la capitale française.

## Historique

### Création

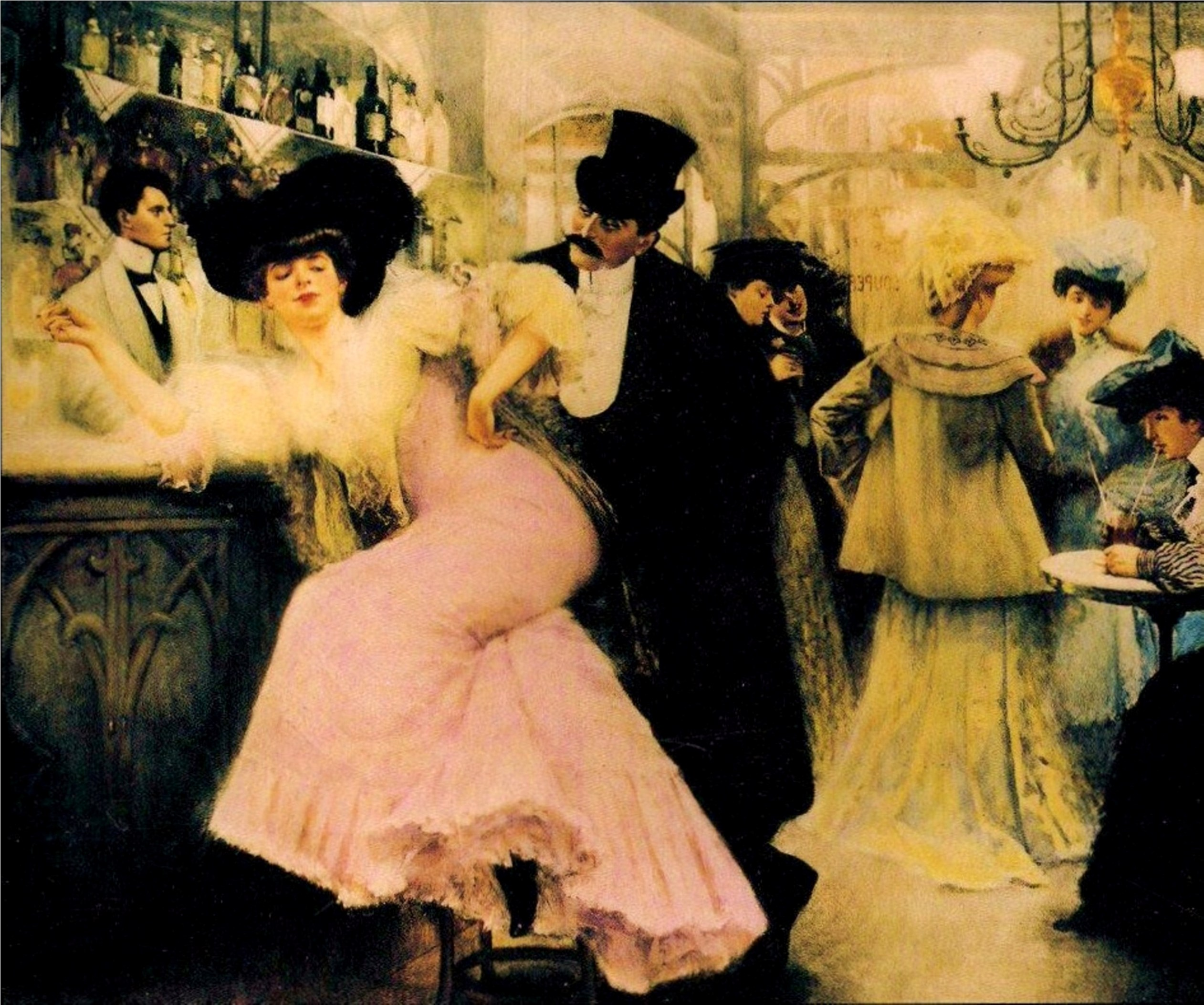
Le bar du Maxim's par Pierre-Victor Galland.

L'immeuble en pierre de taille du 3, rue Royale est la propriété du duc de Richelieu au XVIIe siècle. La famille italienne Imoda en fait un glacier à la fin des années 1880. Mais les Imoda doivent s’en séparer, quelques années plus tard, à la suite d'une violente vague de germanophobie contre l’établissement provoquée par la présence, le 14 juillet 1890, d'oriflammes prussiennes dans la décoration de la devanture. Le lieu devient ensuite un bistrot pour cochers de fiacre.
Maxime Gaillard, garçon de café qui travaillait à l'époque au « Reynolds », un bar américain voisin, et son ami Georges Everaert en font, en 1893, un café-glacier à l'enseigne de « Maxim's et Georg's » par anglicisation de « Maxime » et germanisation de « Georges ». Pour son inauguration, le petit bistrot attire le jour du prix de Diane, le 21 mai 1893, Arnold de Contades, un des représentants de la jeunesse dorée de l’époque et la comédienne Irma de Montigny, intrigués par l’enseigne à l’anglaise. Suit, dans leur sillage, une clientèle mondaine et élégante. Il devient alors un lieu de rendez-vous apprécié du tout-Paris de la Belle Époque.

### XXesiècle

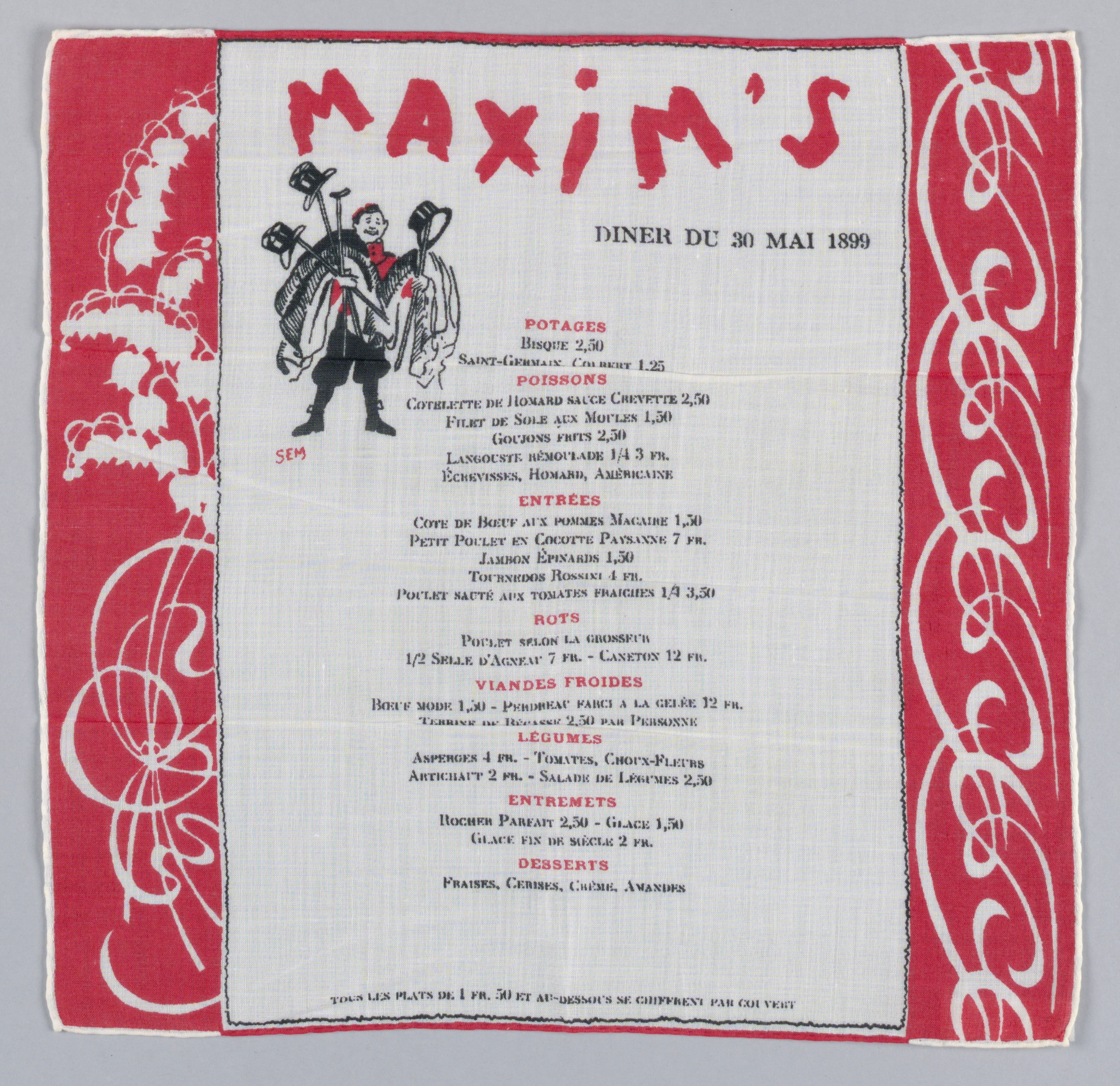
Menu du Maxim's le 31 mai 1899. Cooper-Hewitt, Smithsonian Design Museum.

En 1895, le maître d'hôtel du restaurant, Eugène Cornuché, hérite du restaurant que lui a légué Maxime Gaillard, par ailleurs endetté par sa clientèle mondaine, qui oublie souvent de payer ses factures. Il fait appel aux artistes en vogue de l’école de Nancy et à Louis Marnez pour réaménager l'établissement (notamment la fameuse verrière) dans le style Art nouveau à l'occasion de l'Exposition universelle de Paris : fresques murales marouflées de Léon Sonnier, bois d'acajou, miroirs biseautés, feuillages et ornements en bronze et cuivre, etc. Le maître d'hôtel installe aussi un piano. Il sollicite les courtisanes, pour qui sont créées des « chambres d'amour » à l'étage et sont dédiés des plats (les pommes Cocottes, Lorette, les selle d'agneau Belle Otéro), qui attirent toute l'élite de la galanterie française, têtes couronnées et grandes fortunes. La clientèle d'artistes et de personnalités comme la Belle Otéro, Édouard VII, Marcel Proust, Georges Feydeau, Mistinguett, Jean Bugatti, Armand et Sosthène de La Rochefoucauld, Sacha Guitry, Tristan Bernard ou Jean Cocteau, contribue à asseoir la réputation du Maxim's. 
En 1932, Octave Vaudable, qui a fait l'essentiel de sa carrière chez Larue, rachète le restaurant. Cocteau et lui sont amis. Avec l'aide d'Albert Blazer (connu comme prince des maîtres d'hôtel) qu'il engage en 1934, il sélectionne ses clients, impose le port de l'habit et favorise les habitués, de préférence célèbres ou fortunés. Entre 1933 et 1934, Ben Horris anime avec son orchestre ce célèbre restaurant. Pendant l'Occupation allemande, réquisitionné et tenu par le restaurateur berlinois Otto Horcher, il devient le restaurant privilégié des officiers allemands. Le maréchal Göring y dîne le 28 juin 1940.
Après la Libération, les grandes figures du cinéma de l'époque ne manquent pas de s'y montrer. Aristote Onassis et la Callas y retrouvent Marlene Dietrich et Martine Carol. À la fin des années 1950, des ouvriers, devant remplacer les célèbres banquettes rouges, y découvrent des louis d’or, des bagues, des diamants et des rubis. C'est dans les années 1950 à 70 que le Maxim's, sous la direction du fils d'Octave Vaudable, Louis Vaudable, gastronome lettré, devient le restaurant le plus célèbre du monde, mais aussi l'un des plus chers. Avec sa femme Magguy, ancienne journaliste, Louis assure la renommée internationale du Maxim's.

En 1968, Louis Vaudable crée le « Maxim’s Business Club ». En novembre 1977, Louis Vaudable et Pierre Cardin s'associent pour créer la « griffe » Maxim’s. En juillet 1979, l'établissement est inscrit à l’inventaire des Monuments historiques,. Le restaurant est retiré du Guide Michelin en 1977 à la demande de Louis Vaudable. 

« Nous avons demandé un symbole spécial car nous ne sommes pas un restaurant comme les autres. Quand le Michelin a refusé, j'ai demandé [...] que nous en soyons retiré. »

 explique-t-il au New York Times en 1979. 
À cette période et pendant dix années, avec l’autorisation de Monsieur et de Madame Louis Vaudable, propriétaires, et le concours de Roger Viard, directeur qui en a permis la mise en scène, le conférencier agréé par le secrétariat général au tourisme Marc de la Roche proposait régulièrement une conférence sur le Maxim's, qui se jouait à l'intérieur même de l'établissement.[réf. souhaitée]
Secondant son père depuis des années, François Vaudable, poursuit l'œuvre de sa famille. En mai 1981, plus attiré par le milieu scientifique que par celui de la jet set et ne voulant pas que son restaurant soit acquis par des investisseurs étrangers, il vend Maxim's à Pierre Cardin. L'époque Vaudable restera la plus longue et sa qualité de service la plus remarquable de l'histoire du Maxim's.
À partir de 1981, Pierre Cardin développe son aspect international en ouvrant sept autres restaurants Maxim's : (celui de Paris étant renommé « Maxim's de Paris ») : Monte-Carlo, Pékin, Genève, Tokyo, Shanghai, New York et Bruxelles, tout en multipliant les licences « Maxim’s » (argenterie, bagages, meubles, linge, vaisselle, vêtements). Il transforme les trois étages supérieurs de l’immeuble en un musée consacré à l’Art nouveau, multiplie les spectacles et organise des soirées pour une clientèle jeune. Cette évolution se fait au détriment de la haute cuisine : malgré l'engagement d'Alain Ducasse, Joël Robuchon ou Bernard Loiseau, la qualité de la restauration décline.

### XXIesiècle
En 2010, Pierre Cardin décide de fermer Maxim’s au déjeuner. En 2011, « Maxim's Traiteur », lancé en 1990, devient « Maxim's Réceptions », traiteur de luxe pour les particuliers et les entreprises.
En 2020, le restaurant Maxim’s est ouvert du mercredi au samedi, pour les déjeuners de 12h30 à 14h et pour les dîners de 19h30 à 22h.
Après la mort de Pierre Cardin, le restaurant est repris en 2023 par l'entreprise Paris Society de Laurent de Gourcuff.

## Le musée Maxim’s
Le musée Maxim’s représente la première collection privée française d’art 1900 : plus de 750 meubles et objets d’art en situation dans un appartement de 350 m2 sur deux étages. Collection composée des plus belles signatures de l’Art nouveau où se côtoient : Louis Majorelle, Eugène Gaillard, Émile Gallé, Hector Guimard, Clément Massier, Tiffany & Co., Antonio de La Gandara, Sem et Henri de Toulouse-Lautrec. Il était possible de suivre une visite guidée du musée tous les jours, sauf le lundi et le mardi, en anglais à 14 h et en français à 15 h 15 en compagnie du conservateur Pierre-André Hélène qui a fondé ce musée à la demande de Pierre Cardin. Le musée ferme au public le 30 avril 2017, mais rouvre ses portes le 15 novembre suivant. Ce site est desservi par la station de métro Concorde.

## Création culinaire
Des plats célèbres ont été créés chez Maxim's : la crêpe Veuve joyeuse, la selle d'agneau Belle Otéro, le soufflé Rothschild, les filets de sole Albert (dédiés au maître d'hôtel Albert Blazer) et la tarte Tatin, découverte et intégrée au menu par Louis Vaudable.

## Personnalités
- Maurice Bertrand, surnommé « Le Monsieur de chez Maxim's ».

## Dans la culture populaire

### Opérette et théâtre
- La Dame de chez Maxim, pièce de théâtre en 3 actes de Georges Feydeau créée en 1899.
- Le restaurant sert de cadre au troisième acte de l’opérette la Veuve joyeuse de Franz Lehar créée en 1905.
- La Vénus de chez Maxim's, opérette en 2 actes d'Harry Blount et Marie Hug créée en 1926.

### Cinéma
- Gigi de Vincente Minnelli (1958).
- Bonjour Tristesse d’Otto Preminger (1958).
- Aimez-vous Brahms… d'Anatole Litvak (1961).
- La Nuit des généraux d'Anatole Litvak (1967) .
- Le Chasseur de chez Maxim’s de Claude Vital (1976).
- Chéri de Stephen Frears (2009).
- Minuit à Paris de Woody Allen (2011).
- Des gens qui s'embrassent de Danièle Thompson (2013).

### Chansons
- Maxim's, paroles et musique de Serge Gainsbourg, interprétée par lui-même en 1963 et reprise par Serge Reggiani en 1967.
- À l'amour comme à la guerre, paroles, musique et interprétation de Philippe Léotard (1990)[15].
- Gun in Hand, paroles, musique et interprétation de Booba (2006), dans lesquelles il effectue un clin d'œil à Maxim's afin d'illustrer sa compétence sociale : « Tu peux me croiser chez Maxime, tu peux me croiser au grec »

### Humoriste
- Le Diner chez Maxim's, sketch de Popeck.